# 1732 Heike
1732 Heike је астероид главног астероидног појаса. Приближан пречник астероида је 24,06 km,
а средња удаљеност астероида од Сунца износи 3,012 астрономских јединица (АЈ).
Инклинација (нагиб) орбите у односу на раван еклиптике је 10,790 степени, а орбитални период износи 1910,029 дана (5,229 година). Ексцентрицитет орбите астероида износи 0,111.
Апсолутна магнитуда астероида износи 11,10 а геометријски албедо 0,110.
Астероид је откривен 9. марта 1943. године.